# Holothele sanguiniceps
Holothele sanguiniceps là một loài nhện trong họ Theraphosidae.
Loài này thuộc chi Holothele. Holothele sanguiniceps được Frederick Octavius Pickard-Cambridge miêu tả năm 1898.